# Paysage (Survage)
Pour les articles homonymes, voir Paysage (homonymie).
Paysage, ou anciennement Nice, est un tableau du peintre russe Léopold Survage réalisé en 1915. Cette huile sur toile est un paysage urbain cubiste. Elle est conservée au musée d'Art moderne de Paris, en France.